# Koblenzer Verkehrsbetriebe

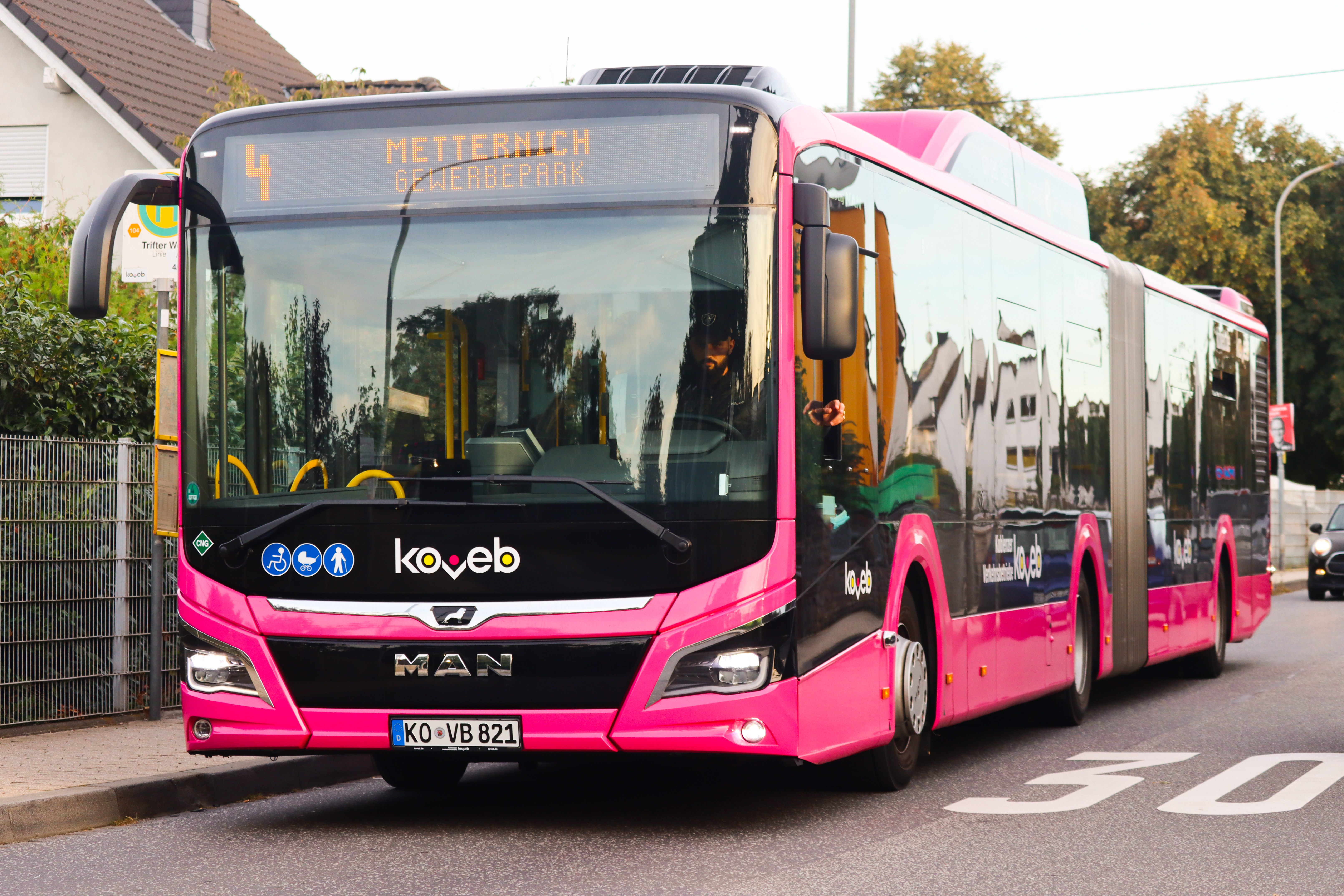
Ein Gelenkbus vom Typ MAN Lion’s City im neuen Design der Koblenzer Verkehrsbetriebe.

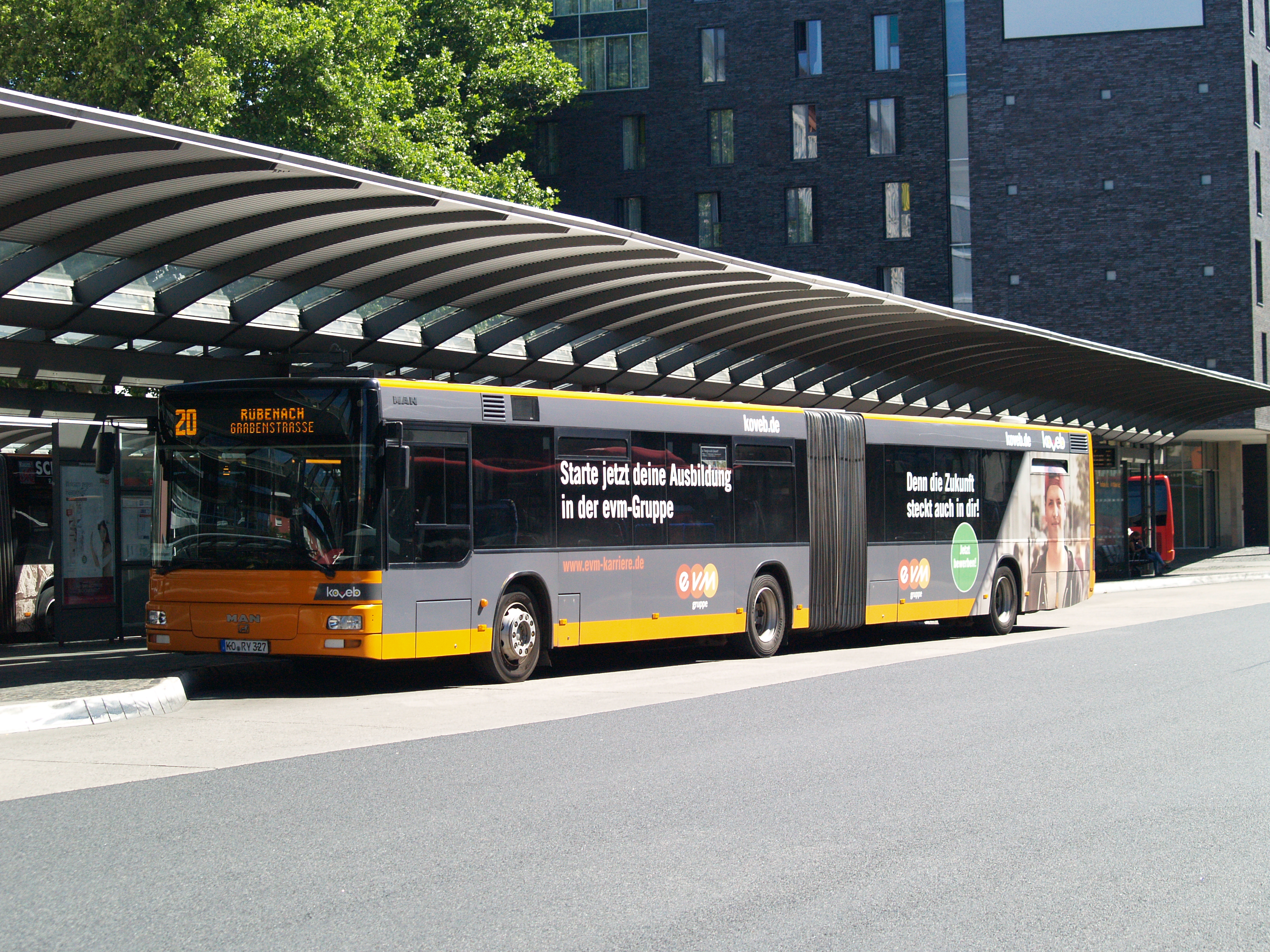
Dieselbus der Koveb am zentralen Omnibusbahnhof am Hauptbahnhof im alten Design

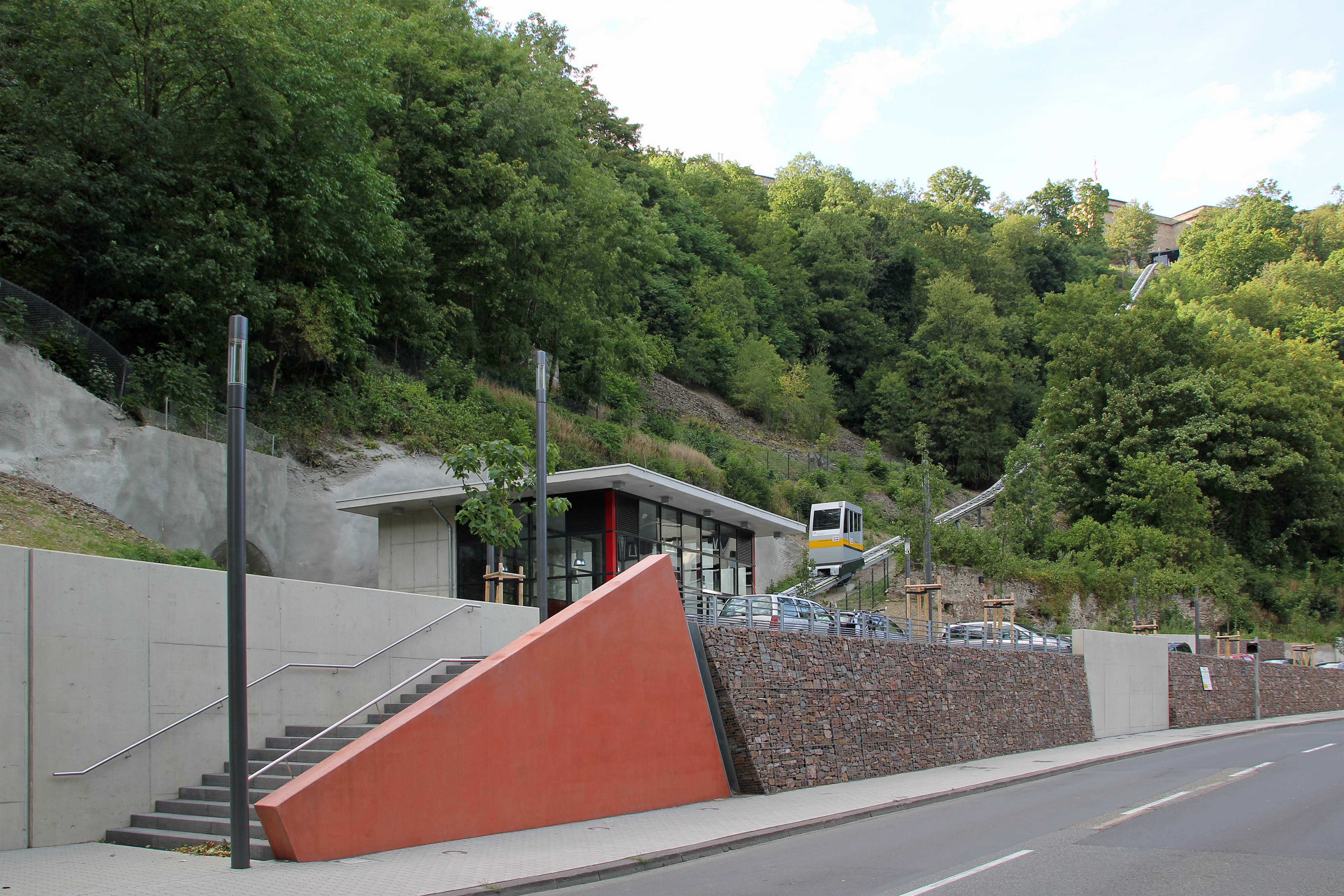
Der Festungsaufzug, im Vordergrund die Talstation

Die Koblenzer Verkehrsbetriebe GmbH (kurz koveb) betreibt in Koblenz große Teile des Koblenzer Nahverkehrs, darunter die städtischen Buslinien und den Ehrenbreitsteiner Festungsaufzug. Das Unternehmen entstand 2019 durch den Kauf der EVM Verkehrs GmbH durch die Koblenzer Mobilitätsgesellschaft. Heute ist das Unternehmen eine hundertprozentige Tochter der Stadtwerke Koblenz.

## Geschichte
In der Nachkriegszeit wurde der öffentliche Busverkehr in Koblenz durch die Koblenzer Elektrizitätswerk und Verkehrs-AG (kurz KEVAG) betrieben. Diese fusioniert 2014 mit der EVM. Im Februar 2019 beschloss der Koblenzer Stadtrat einen neuen Nahverkehrsplan mit erweitertem Angebot. Ein Teil dieses Nahverkehrsplans sah vor, den ÖPNV in Koblenz durch ein Unternehmen erbringen zu lassen, das vollständig der Stadt gehört. Daher kaufte im Jahr 2019 die Koblenzer Mobilitätsgesellschaft mbH (KoMG) die EVM Verkehrs GmbH. Die KoMG wurde im selben Jahr durch die Stadt Koblenz als Tochtergesellschaft der Stadtwerke Koblenz lediglich für diesen Erwerb gegründet. Dabei übernahm die Koblenzer Mobilitätsgesellschaft neben dem Gebäude in der Schützenstraße und der Busflotte auch die Konzession für den Betrieb der innerstädtischen Buslinien. Am 20. Dezember 2019 wurde die KoMG in die Koblenzer Verkehrsbetriebe verschmolzen.
Um ab Dezember 2020 ein größeres Nahverkehrsangebot erbringen zu können, erwarb die Koblenzer Verkehrsbetriebe 2020 4 Kleinbusse, 2 Solobusse und 27 Gelenkbusse. Zum Fahrplanwechsel am 13. Dezember 2020 wurde der 2019 durch den Stadtrat von Koblenz beschlossene Nahverkehrsplan teilweise umgesetzt, worin die Koveb als Betreiber der meisten innerstädtischen Buslinien ein zentraler Bestandteil ist.
Die Ehrenbreitsteiner Schrägaufzug GmbH, die für den Betrieb des Schrägaufzugs an der Festung Ehrenbreitstein zuständig war, wurde rückwirkend zum 1. Januar 2021 auf die Koveb verschmolzen. Die Ehrenbreitsteiner Schrägaufzug GmbH war ebenfalls ein Tochterunternehmen der Stadtwerke Koblenz. Ab dem 24. August 2021 ist die Koveb für den Betrieb des Festungsaufzugs verantwortlich.
Zum Fahrplanwechsel am 12. Dezember 2021 beschaffte die Koveb sechs weitere Busse mit Gasantrieb.
Laut eigenen Angaben sind derzeit insgesamt 90 Busse im Einsatz.

## Liniennetz
Folgende Linien fahren derzeit im Stadtgebiet Koblenz:
- Linie 2/12: Koblenz-Karthause – Koblenz-Wallersheim
- Linie 3/13: Koblenz-Zentrum – Koblenz-Güls
- Linie 4/14: Koblenz-Zentrum – Koblenz-Metternich
- Linie 5/15: Koblenz-Metternich – Koblenz-Asterstein
- Linie 6/16: Koblenz-Moselweiß – Koblenz-Horchheimer Höhe
- Linie 7: Koblenz-Oberwerth – Koblenz-Bubenheim
- Linie 8: Koblenz Hauptbahnhof – Bendorf
- Linie 9/19: Koblenz-Goldgrube – Koblenz-Immendorf
- Linie 10: Koblenz-Arzheim – Koblenz-Zentrum
- Linie 26: Koblenz-Pfaffendorf – Koblenz-Horchheimer Höhe
- Linie 27: Koblenz-Rübenach – Koblenz-Kesselheim
- Linie 29: Koblenz-Asterstein – Koblenz-Niederberg
- Nachtlinien N2, N3, N5, N6, N7, N9